# Vatroslav Mimica
Vatroslav Mimica (Omiš, 25 de juny de 1923 – Zagreb, 15 de febrer de 2020) va ser un director de cinema i guionistes croat.

## Primers anys
Mimica va estudiar en la Universitat Medicina de Zagreb abans de combatre en la Segona Guerra Mundial. En 1942 es va afiliar a les Joventuts del Partit Comunista de Iugoslàvia (SKOJ) i en 1943 es va enrolar en els Partisans iugoslaus, convertint-se en membre de la unitat mèdica.

## Carrera
En finalitzar la guerra, Mimica va escriure alguns relats així com crítica cinematogràfica. La seva carrera com a cineasta va començar en 1950 quan va començar a treballar per Jadran Film. El seu debut com a director i guionista va ser el 1952 amb U oluji protagonitzada per Veljko Bulajić, Mia Oremović i Antun Nalis. <s la dècada dels 50, Mimica va treballar com a director i guionista de nombrosos treballs animats i es va convertir en un membre destacat de l'Escola animada de Zagreb (el seu curt animat de Samac va ser guardonat en el 19a Mostra Internacional de Cinema de Venècia), al costat d'altres autors com Vlado Kristl o Dušan Vukotić.
En la dècada dels 60, Mimica va canviar l'animació per la pel·lícules amb actors reals, començant amb la producció ítalo-iugoslava Solimano il conquistatore de 1961 protagonitzada per Edmund Purdom i Giorgia Moll. La seva pel·lícula de 1965 Prometej s otoka Viševice va guanyar la Velika zlatna arena a la millor pel·lícula en 1965 al Festival de Cinema de Pula i li va valer ser finalista en el Premi al millor director d'aquesta mateixa edició. També va ser exhibida al 4t Festival Internacional de Cinema de Moscou guanyant un diploma especial. La seva següent pel·lícula, Ponedjeljak ili utorak va tornar a conseguir la Velika zlatna arena a la millor pel·lícula i, aquesta vegada sí, el de millor director en el Festival de Pula.
Mimica va fer altres treballs durant la dècada dels 70, les seves pel·lícules més notables van ser Seljačka buna 1573, una aproximació a la revolta pagesa croata-eslovena del segle XVII i Banović Strahinja situada a la Sèrbia del segle XIV. Aquesta seria la seva última obra abans de retirar-se en 1981. Va morir el 15 de febrer de 2020 als 96 anys.
El seu fill Sergio Mimica-Gezzan també és director de cinema i televisió.

## Filmografia
- U oluji (1952)
- Jubilej gospodina Ikla (1955)
- Solimano il conquistatore (1961)
- Prometej s otoka Viševice (1964)
- Ponedjeljak ili utorak (1966)
- Kaja, ubit ću te! (1967)
- Događaj (1969)
- Hranjenik, 1970)
- Makedonskiot del od pekolot (1971)
- Seljačka buna 1573 (1975)
- Posljednji podvig diverzanta Oblaka (1978)
- Banović Strahinja (1981)